# 关家镇
关家镇，是中华人民共和国陕西省安康市汉滨区下辖的一个乡镇级行政单位。

## 行政区划
关家镇下辖以下地区：
许河村、魏垭村、邹庙村、磨河村、坞垭村、洛河村、烂泥湾村、小关村、三岔河村、马湾村、八庙村、李台村、高沟村、高青村、双沟村、大田村、关田村、黄堡村、白庙村、廖家湾村、魏沟村、三龙庙村和安坪村。